# Krelis Louwenstraat 4
De Krelis Louwenstraat 4 is een gebouw in Amsterdam-West.
In de periode na de tweede Wereldoorlog werd qua woningbouw vol ingezet op de uitvoer van het Algemeen Uitbreidingsplan van Cor van Eesteren. Woonwijken werden uit de grond gestampt en werden na enige jaren opgevolgd door de bouw van benodigde scholen. In de omgeving van de Sara Burgerhartstraat en Wiltzanghlaan werd een terreintje (plaatselijk bekend als Scholendriehoek) vrijgelaten voor scholen, eerst noodscholen maar snel gevolgd door stenen gebouwen. Er verscheen een kleuterschool, een lagere school en in 1959/1960 een ULO. De noodzaak voor een lagere school kwam in 1950. Men schatte in dat in het jaargang 1957/1958 onderdak geboden moest worden aan 110.000 leerlingen, een rigoureuze aanpassing van de schatting in 1948 (circa 75.000). Economische crisis en Tweede Wereldoorlog hielden daarvoor de bouw op, maar in 1950 vond Amsterdam de tijd rijp om weer zelf een school te bouwen. Gekoppeld aan de lagere school werd een kleuterschool neergezet in de punt van Krelis Louwenstraat en Sara Burgerhartstraat; de hoofdingang zat de eerste. Architect van de kleuterschool was Kees van der Wilk, collega van Jan Leupen (architect lagere school) bij de Dienst der Publieke Werken. Het is dan ook niet verwonderlijk dat de architectuur van de gebouwen overeenkomsten vertonen. Van de Wilk en Leupen hanteerden grote raampartijen om “licht en lucht” in de scholen te krijgen. Daarbij werd steevast een open plek in de buurt aangehouden om wanneer wenselijk les in de open lucht te kunnen geven.
In 2008 werd het gebouw door gemeente Amsterdam geplaatst in de Top 100 Jonge Monumenten, een lijst van na-oorlogse gebouwen die geschikt waren voor benoeming tot rijksmonument of gemeentelijk monument. Op 10 februari 2009 werd het gebouw tot gemeentelijk monument verklaard net als het hoofdgebouw Sara Burgerhartstraat 5. 
Op het speelterrein staat in de vorm van een duikelrek al jarenlang een speelattribuut van collega-architect Aldo van Eyck, toen ook werkzaam bij Publieke Werken.

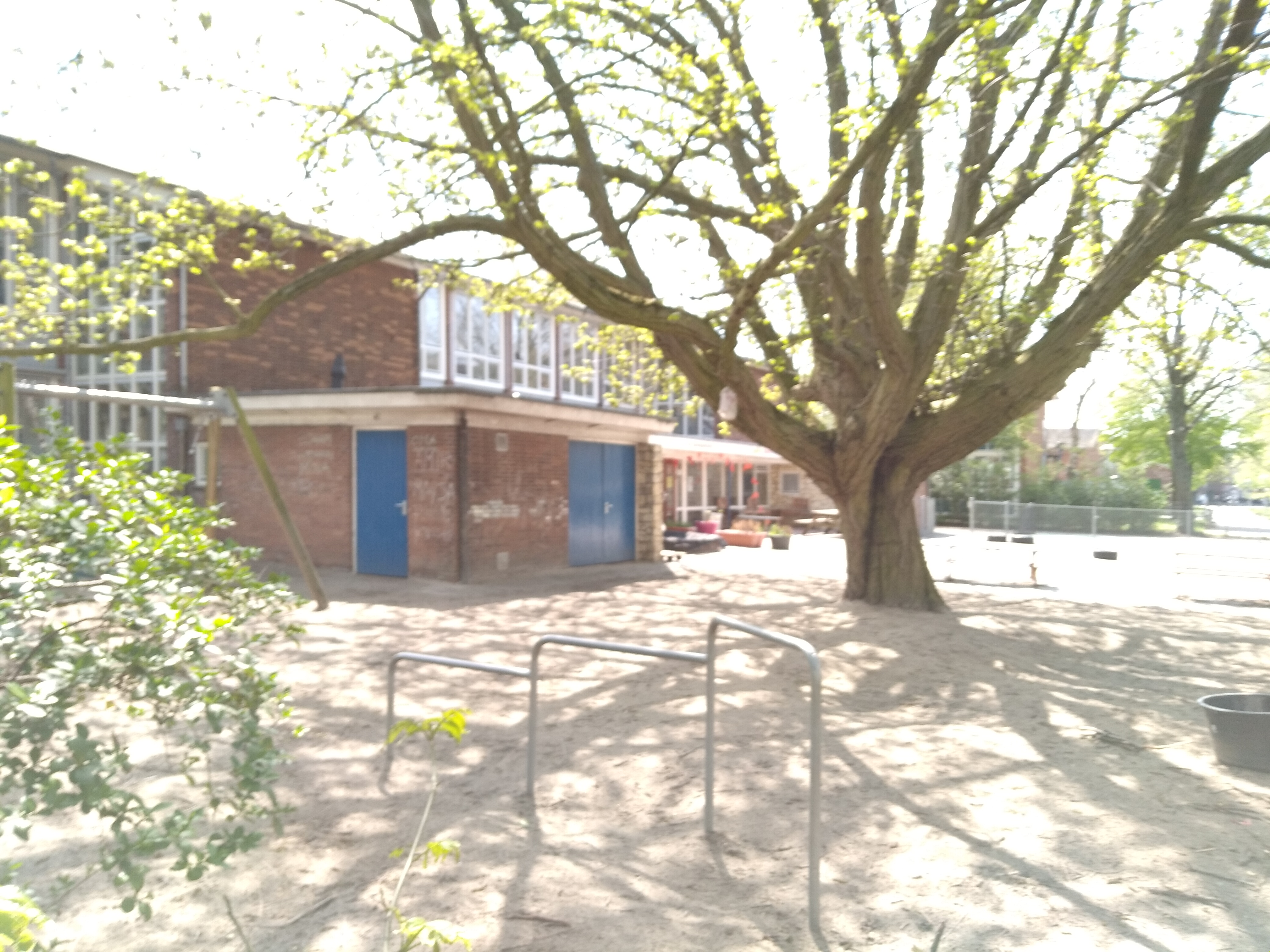
Duikelrek (mei 2021)